# Медісон Кошан
Лорі Ернандес (англ. Laurie Hernandez, нар. 9 червня, 2000 року, Даллас, Техас, США) — американська гімнастка, олімпійська чемпіонка 2016 року, триразова чемпіонка світу.

## Виступи на Олімпіадах
| Олімпіада | Дисципліна        | Місце |
| --------- | ----------------- | ----- |
| Ріо 2016  | командна першість | 1     |
| Ріо 2016  | різновисокі бруси | 2     |